# Associazione Calcio Tigullia 1938-1939
Questa voce raccoglie le informazioni riguardanti l'Associazione Calcio Tigullia nelle competizioni ufficiali della stagione 1938-1939.

## Rosa
| N. |                   | Ruolo | Calciatore          |
| -- | ----------------- | ----- | ------------------- |
|    | Italia (bandiera) | D     | Salvatore Avvenente |
|    | Italia (bandiera) | C     | Luigi Bertolini     |
|    | Italia (bandiera) | D     | Elio Bizzarri       |
|    | Italia (bandiera) | D     | Angelo Borgogno     |
|    | Italia (bandiera) | C     | Attilio Delucchi    |
|    | Italia (bandiera) |       | Florio Gallarani    |
|    | Italia (bandiera) | A     | Umberto Gianello    |
|    | Italia (bandiera) | A     | Giovanni Macera     |
|    | Italia (bandiera) |       | Piero Mandrini      |

| N. |                   | Ruolo | Calciatore         |
| -- | ----------------- | ----- | ------------------ |
|    | Italia (bandiera) |       | Rinaldo Morando    |
|    | Italia (bandiera) | P     | Bernardo Moretti   |
|    | Italia (bandiera) |       | Aristide Notti     |
|    | Italia (bandiera) | D     | Mario Olivari      |
|    | Italia (bandiera) |       | Egidio Pardini     |
|    | Italia (bandiera) |       | Roberto Rabagliati |
|    | Italia (bandiera) |       | Angelo Raccone     |
|    | Italia (bandiera) | D     | Camillo Ratto      |
|    | Italia (bandiera) | A     | Angelo Rosso       |